# Petalidium subcrispum
Petalidium subcrispum är en akantusväxtart som beskrevs av P. G. Meyer. Petalidium subcrispum ingår i släktet Petalidium och familjen akantusväxter. Inga underarter finns listade i Catalogue of Life.